# Plötslig spädbarnsdöd
Plötslig spädbarnsdöd är en sällsynt form av dödsfall, som är vanligast bland barn under spädbarnstiden men även förekommer under förskoleåren. Diagnosen ställs när ingen förklaring till dödsfallet finns. I Sverige drabbas omkring 1 av 6 000 barn. Förekomsten har minskat med 85 procent sedan rådet att låta spädbarn sova på rygg i stället för på mage började spridas i början av 1990-talet. Varje år dör färre än 30 barn av plötslig spädbarnsdöd i Sverige.
Orsakerna till plötslig spädbarnsdöd är endast delvis klargjorda, men intensiv forskning de senaste årtiondena har utrett mycket kring själva förloppet. Man har funnit ett antal faktorer som påverkar, och genom allmänna rekommendationer till småbarnsföräldrar har statistiken påverkats så att antalet fall har sjunkit.

## Definition
När ett till synes friskt spädbarn dör plötsligt, och utan att man finner någon orsak, kallas det plötslig spädbarnsdöd, eller SIDS (sudden infant death syndrome). Den officiella definitionen är:
Ett spädbarn som dör plötsligt och oväntat utan att dödsorsaken kan fastställas på grundval av anamnes, inspektion av dödsplatsen och rättsmedicinsk obduktion.

(Krous 2004)
När ett barn genomgår en episod där andningen tillfälligt upphör och under en kortare period till synes står i begrepp att avlida kallas det ALTE (apparent life-threatening event, livlöshetsattack). Det är inte klarlagt huruvida ALTE är relaterad till SIDS.

## Förlopp
Alla spädbarn har en oregelbunden andning med korta andningsuppehåll. Vissa barn får under dessa andningsuppehåll en dramatisk sänkning av syresättningen, varvid en reflex kan utlösas, vilket leder till pulsfall, och i värsta fall hjärtstillestånd. 
Många hypoteser har prövats och prövas fortfarande. En innebär att en del barn antas ha överaktiva reflexer som bromsar hjärtat, och att syrebrist då kan förstärka dessa reflexer. En annan hypotes är att sura uppstötningar inverkar i vissa fall. Detta sker genom att de känselkroppar som finns vid struplocket retas av uppstötningarna. När känselkropparna aktiveras har de en hämmande inverkan på de områden i hjärnan som styr andningen, och kan därigenom starta ett andningsuppehåll.

## Historia
Sedan tidig historia är plötslig spädbarnsdöd ett känt fenomen. Den äldsta referensen anses vara från Första Kungaboken, där Kung Salomo avgjorde en tvist mellan två mödrar. Den ena av de två hade "legat ihjäl sitt barn".
Under 1800-talet upptäckes att thymus var förstorad hos obducerade barn som gått bort i plötslig spädbarnsdöd, och fram till 1930- och 40-talet ansågs därför thymusförstoring orsaka SIDS. Teorin vederlades då man insåg att alla spädbarn har förstorad thymus.
Istället tog infektionsteorin över på 1950-talet, men kvävning, antingen av sängkläder eller uppkräkt maginnehåll, hade också sina förespråkare.

## Inverkande faktorer
Flera faktorer anses öka eller minska risken ett barn skall drabbas av plötslig spädbarnsdöd.

### Riskfaktorer
- Fysiskt läge: Barn som avlidit i SIDS har ofta påträffats på mage med ansiktet ner i en kudde, och med huvudet täckt av sängkläder. Slutsatsen är att barn, som sover på mage eller på sida, löper högre risk att drabbas av SIDS än barn som sover på rygg. Den ökade risken av att sova på sida är inte ställningen i sig, utan risken för att barnet vänder eller rullar sig på mage.
- Mjuka underlag: Att sova på en vattensäng, kudde, kramdjur eller andra mjuka underlag ökar också risken för SIDS.
- Kuddar och filtar: Även tjocka täcken, kuddar och filtar ökar risken för SIDS.
- Temperatur: Barn, som blir för varma av för mycket kläder, för många filtar eller befinner sig i ett alltför varmt rum, löper högre risk.[6] Troligen är det spädbarnets oförmåga att reglera sin kroppstemperatur som inverkar negativt.
- Nikotin: Barn, vars mödrar använder nikotin under graviditeten (exempelvis röker eller snusar), eller som utsätts för rökning, löper ökad risk.[6]
- För tidigt födda: Också för tidigt födda barn, samt barn med låg födelsevikt har förhöjd risk.

### Skyddsfaktorer
- Fysiskt läge: Att låta spädbarnet sova på rygg och att hålla barnets ansikte fritt minskar risken för plötslig spädbarnsdöd.[6]
- Napp: Att använda napp kan minska risken för SIDS.[7]
- Sova med förälder: Att barnet sover i samma rum som en förälder anses minska risken för SIDS. Det traditionella rådet är att låta barnet sova i egen säng[8]. Socialstyrelsen rekommenderar att spädbarn som är under 3 månader sover i egen säng[6].
- Amning: Att amma sitt barn anses också minska risken.[6]

## Statistik
I Sverige drabbas omkring 1 barn av 6 000 (17 per 100 000) av plötslig spädbarnsdöd. I USA drabbades 38 barn per 100 000 barn av plötslig spädbarnsdöd år 2016. Förekomsten i olika länder varierar. Lägst förekomst återfinns i Asien, Nederländerna, Sverige och Finland, medan högst förekomst har setts på Nya Zeeland. Skillnaderna mellan länderna har minskat sedan allmänna rekommendationer introducerats.